# Bóng bàn tại Đại hội Thể thao châu Á 1958
Bóng bàn được tổ chức tại Đại hội Thể thao châu Á 1958 ở Đại học thể thao Waseda, Tokyo, Nhật Bản từ 25 tháng 5 đến 31 tháng 5 năm 1958. Nội dung thi bóng bàn gồm đội, đôi và đơn dành cho nam và nữ, cũng như đôi hỗn hợp.

## Huy chương giành được
| Nội dung    | Vàng                                                                        | Bạc                                                                                | Đồng                                                                                     |
| ----------- | --------------------------------------------------------------------------- | ---------------------------------------------------------------------------------- | ---------------------------------------------------------------------------------------- |
| Đơn nam     | Lee Kuo-ting · Trung Hoa Dân Quốc                                           | Keisuke Tsunoda · Nhật Bản                                                         | Seiji Narita · Nhật Bản                                                                  |
| Đơn nam     | Lee Kuo-ting · Trung Hoa Dân Quốc                                           | Keisuke Tsunoda · Nhật Bản                                                         | Ichiro Ogimura · Nhật Bản                                                                |
| Đôi nam     | Việt Nam (VIE) · Mai Văn Hòa · Trần Cảnh Được                               | Trung Hoa Dân Quốc (ROC) · Lee Kuo-ting · Su Jung-tsun                             | Trung Hoa Dân Quốc (ROC) · Chen Kao-shan · Hsieh Chin-ho                                 |
| Đôi nam     | Việt Nam (VIE) · Mai Văn Hòa · Trần Cảnh Được                               | Trung Hoa Dân Quốc (ROC) · Lee Kuo-ting · Su Jung-tsun                             | Việt Nam (VIE) · Lê Văn Tiết · Trần Văn Liễu                                             |
| Đội nam     | Việt Nam (VIE) · Lê Văn Tiết · Mai Văn Hòa · Trần Cảnh Được · Trần Văn Liễu | Nhật Bản (JPN) · Seiji Narita · Ichiro Ogimura · Toshiaki Tanaka · Keisuke Tsunoda | Iran (IRI) · Edmond Beitkhoda · Houshang Bozorgzadeh · Amir Ehteshamzadeh · Hamid Korloo |
| Đơn nữ      | Taeko Namba · Nhật Bản                                                      | Kazuko Yamaizumi · Nhật Bản                                                        | Cho Kyung-Ja · Hàn Quốc                                                                  |
| Đơn nữ      | Taeko Namba · Nhật Bản                                                      | Kazuko Yamaizumi · Nhật Bản                                                        | Fujie Eguchi · Nhật Bản                                                                  |
| Đôi nữ      | Nhật Bản (JPN) · Fujie Eguchi · Kazuko Yamaizumi                            | Hồng Kông (HKG) · Baguio Wong · Ng Yuk Chun                                        | Trung Hoa Dân Quốc (ROC) · Chen Pao-pei · Chiang Tsai-yun                                |
| Đôi nữ      | Nhật Bản (JPN) · Fujie Eguchi · Kazuko Yamaizumi                            | Hồng Kông (HKG) · Baguio Wong · Ng Yuk Chun                                        | Hàn Quốc (KOR) · Wie Sang-Sook · Choi Kyong-Ja                                           |
| Đội nữ      | Nhật Bản (JPN) · Fujie Eguchi · Taeko Namba · Tomi Okawa · Kazuko Yamaizumi | Hàn Quốc (KOR) · Cho Kyung-Ja · Choi Kyung-Ja · Park Chung-Ja · Wie Sang-Sook      | Trung Hoa Dân Quốc (ROC) · Chen Pao-pei · Chen Yueh · Chiang Tsai-yun · Yao Tsu          |
| Đôi hỗn hợp | Nhật Bản (JPN) · Ichiro Ogimura · Fujie Eguchi                              | Nhật Bản (JPN) · Toshiaki Tanaka · Kazuko Yamaizumi                                | Nhật Bản (JPN) · Seiji Narita · Tomi Okawa                                               |
| Đôi hỗn hợp | Nhật Bản (JPN) · Ichiro Ogimura · Fujie Eguchi                              | Nhật Bản (JPN) · Toshiaki Tanaka · Kazuko Yamaizumi                                | Nhật Bản (JPN) · Keisuke Tsunoda · Taeko Namba                                           |

## Bảng huy chương
| 1    | Nhật Bản (JPN)           | 4 | 4 | 5  | 13 |
| 2    | Việt Nam (VIE)           | 2 | 0 | 1  | 3  |
| 3    | Trung Hoa Dân Quốc (ROC) | 1 | 1 | 3  | 5  |
| 4    | Hàn Quốc (KOR)           | 0 | 1 | 1  | 2  |
| 5    | Hồng Kông (HKG)          | 0 | 1 | 0  | 1  |
| 6    | Iran (IRI)               | 0 | 0 | 1  | 1  |
| Tổng | Tổng                     | 7 | 7 | 12 | 26 |